# 7 SAMURAI SESSION
7 SAMURAI SESSIONS -We're Kavki Boiz- è il sesto album del cantante giapponese miyavi. Pubblicato dalla label major Universal, è uscito il 18 luglio 2007 in Giappone, nelle edizioni Regular e Limited Edition.

## Il disco
L'album è stato pubblicato il 18 luglio e contiene precedenti canzoni rivisitate e ri-arrangiate.
Il dvd contiene la registrazione in studio dell'album con i Kavki Boiz.

## Tracce
1. Selfish Love -Aishitekure, Aishiteru Kara- (Selfish love –愛してくれ、愛してるから–)
2. Rock 'N' Roll Is not Dead (邦題：ロックンロールは眠らない)
3. Ame ni Utaeba -Pichi Pichi Chapu Chapu Ran Ran Blues- (雨に唄えば
～ピチピチチャプチャプランランブルース～)
4. Girls, Be Ambitious
5. Shouri no V-Rock!! (勝利のV-ROCK!!)
6. Ashita, Genki ni Naare (あしタ、元気ニなぁレ)
7. Kimi ni Negai Wo (君に願いを)